# Lomonossow-Goldmedaille

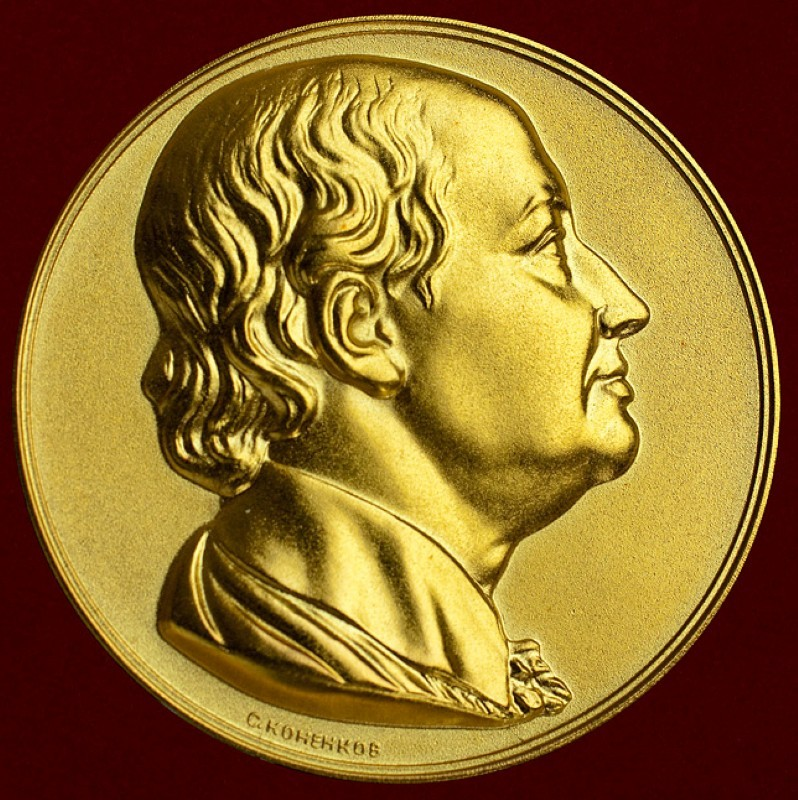
Lomonossow-Goldmedaille

Die Lomonossow-Goldmedaille (russisch Большая золотая медаль имени М. В. Ломоносова) ist nach dem Begründer der russischen Wissenschaft Michail Wassiljewitsch Lomonossow benannt. Seit 1959 wird sie üblicherweise jährlich von der Sowjetischen bzw. Russischen Akademie der Wissenschaften an einen sowjetischen bzw. russischen und einen ausländischen Wissenschaftler für außergewöhnliche Leistungen in der Wissenschaft verliehen.

## Preisträger
- 1959 Pjotr Leonidowitsch Kapiza, Physik tiefer Temperaturen
- 1961 Alexander Nikolajewitsch Nesmejanow, Chemie
- 1963 Shinichirō Tomonaga und Hideki Yukawa, Physik
- 1964 Howard Walter Florey, Medizin
- 1965 Nikolai Wassiljewitsch Below, Kristallographie
- 1967 Igor Jewgenjewitsch Tamm und Cecil Powell, Physik
- 1968 Wladimir Alexandrowitsch Engelhardt, Biochemie und Molekularbiologie, und István Rusznyák, Medizin
- 1969 Nikolai Nikolajewitsch Semjonow, Physikalische Chemie, und Giulio Natta, Polymerchemie
- 1970 Iwan Matwejewitsch Winogradow und Arnaud Denjoy, Mathematik
- 1971 Wiktor Hambardsumjan und Hannes Alfvén, Plasmaphysik und Astrophysik
- 1972 Nikolos Muschelischwili, Mathematik und Mechanik, und Max Steenbeck, angewandte Physik
- 1973 Alexander Pawlowitsch Winogradow (Geochemie) und Vladimír Zoubek, Geologie
- 1974 Alexander Iwanowitsch Zelikow und Angel Tonchev Balevski, Metallurgie
- 1975 Mstislaw Wsewolodowitsch Keldysch und Maurice Roy, Mathematik und Mechanik
- 1976 Semjon Issaakowitsch Wolfkowitsch (landwirtschaftliche Chemie, Phosphorchemie) und Hermann Klare (Kunstfasern)
- 1977 Michail Alexejewitsch Lawrentjew (Mathematik und Mechanik) und Linus Carl Pauling (Biochemie)
- 1978 Anatoli Petrowitsch Alexandrow (Kerntechnik) und Alexander Robert Todd (organische Chemie)
- 1979 Alexander Iwanowitsch Oparin (Biochemie) und Béla Szőkefalvi-Nagy (Mathematik)
- 1980 Boris Jewgenjewitsch Paton (Metallurgie) und Jaroslav Kožešník (angewandte Mathematik, Mechanik)
- 1981 Wladimir Alexandrowitsch Kotelnikow (Radiophysik, Elektronik) und Pavle Savić (Chemie, Physik)
- 1982 Juli Borissowitsch Chariton (Kerntechnik, Physik) und Dorothy Mary Hodgkin (Biochemie, Röntgenkristallographie)
- 1983 Andrei Lwowitsch Kursanow (Biochemie und Physiologie von Pflanzen) und Abdus Salam (Physik)
- 1984 Nikolai Nikolajewitsch Bogoljubow (Mathematik, Physik) und Rudolf Mößbauer (Physik)
- 1985 Michail Alexandrowitsch Sadowski (Geologie, Geophysik) und Guillermo Haro (Astrophysik)
- 1986 Swjatoslaw Nikolajewitsch Fjodorow (Augenheilkunde und Augenchirurgie) und Josef Řiman (Biochemie)
- 1987 Alexander Michailowitsch Prochorow und John Bardeen, Physik
- 1988 Sergei Lwowitsch Sobolew und Jean Leray, Mathematik
- 1989 Nikolai Gennadijewitsch Bassow und Hans Bethe, Physik
- 1993 Dmitri Sergejewitsch Lichatschow (altrussische Sprache und Literatur) und John Kenneth Galbraith (Ökonomie)
- 1994 Nikolai Konstantinowitsch Kotschetkow (organische Chemie) und James Watson (Biochemie)
- 1995 Witali Lasarewitsch Ginsburg (Physik, Astrophysik) und Anatole Abragam (Physik)
- 1996 Nikolai Nikolajewitsch Krassowski (Mathematik, Kontrolltheorie und differentielle Spiele) und Friedrich Hirzebruch (Mathematik)
- 1997 Boris Sergejewitsch Sokolow (frühe Biosphäre, Paläontologie) und Frank Press (Geophysik)
- 1998 Alexander Issajewitsch Solschenizyn (russische Literatur) und Yosikazu Nakamura (russische Slawistik)
- 1999 Walentin Lawrentjewitsch Janin (mittelalterliche Archäologie in Russland) und Michael Müller-Wille
- 2000 Andrei Wiktorowitsch Gaponow-Grechow (Elektrodynamik, Plasmaphysik, physikalische Elektronik) und Charles H. Townes (Physik)
- 2001 Alexander Sergejewitsch Spirin und Alexander Rich, beide für Untersuchungen von Nukleinsäuren und Ribosomen
- 2002 Olga Alexandrowna Ladyschenskaja und Lennart Carleson (Mathematik)
- 2003 Jewgeni Iwanowitsch Tschasow und Michael Ellis DeBakey[1], Kardiologie
- 2004 Guri Iwanowitsch Martschuk (Kernreaktortheorie, Modellierung von Ozean und Klima) und Edward N. Lorenz (Chaostheorie, Meteorologie)[2]
- 2005 Juri Andrejewitsch Ossipjan und Peter B. Hirsch, Festkörperphysik
- 2006 Nikolai Pawlowitsch Lawerow (Geologie, Geophysik) und Rodney Charles Ewing (Kernbrennstoffkreislauf)
- 2007 Andrei Anatoljewitsch Salisnjak (Slawistik) und Simon Franklin (russische Geschichte und Kultur)
- 2008 Jewgeni Maximowitsch Primakow (Sozialwissenschaft) und Hélène Carrère d’Encausse (soziale Prozesse in der Sowjetunion und im postsowjetischen Russland)
- 2009 Wadim Tichonowitsch Iwanow (bioorganische Chemie) und Ryoji Noyori (organische Chemie, asymmetrische katalytische Synthese)
- 2010 Spartak Timofejewitsch Beljajew (Physik) und Gerardus ’t Hooft (Physik)
- 2011 Wladimir Alexandrowitsch Tartakowski (Chemie) und Roald Hoffmann (Chemie)
- 2012 Gleb Wsewolodowitsch Dobrowolski und Richard Warren Arnold, Bodenkunde
- 2013 Ludwig Dmitrijewitsch Faddejew und Peter David Lax, Mathematik
- 2014 Anatoli Pantelejewitsch Derewjanko (Анатолий Пантелеевич Деревянко, paläolithische Archäologie im asiatischen Russland) und Svante Pääbo (Paläogenetik)
- 2015 Leonid Weniaminowitsch Keldysch (Tunneleffekt in Halbleitern) und Paul Corkum (Physik ultrakurzer Laserpulse)
- 2016 Dmitri Georgijewitsch Knorre (Дмитрий Георгиевич Кнорре) (Nukleinsäuren und modifizierte Biopolymere mit Anwendungen auf Medikamentenentwicklung) und Sidney Altman (Biochemie Nukleinsäuren)
- 2017 Juri Zolakowitsch Oganesjan (Wechselwirkung komplexer Kerne und experimentelle Bestätigung der Hypothese der Existenz von „Stabilitätsinseln“ von superschweren Elementen) und Björn Jonson (Kernstruktur und Kernstabilität von exotischen leichtesten Kernen an den Grenzen der Kernstabilität)
- 2018 Iossif Issajewitsch Gitelson (für die Begründung und Entwicklung der ökologischen Richtung der Biophysik, insbesondere durch Meeres- und Laborstudien zur Biolumineszenz) und Martin Chalfie (für die Entwicklung neuer Methoden für die Biolumineszenz-Analyse unter Verwendung von GFP-Lumineszenzprotein).
- 2019 Georgi Sergejewitsch Golizyn (für seinen herausragenden Beitrag zur Erforschung der Physik der Erdatmosphäre und der Planeten, der Entwicklung der Theorie des Klimas und seiner Veränderungen) und Paul Josef Crutzen (für seinen herausragenden Beitrag zur Chemie der Atmosphäre und der Bewertung der Rolle biogeochemischer Kreisläufe bei der Klimabildung)[3]
- 2020 Sergei Petrowitsch Nowikow (für seine führende Rolle bei der Wiederbelebung der modernen Topologie in unserem Land, der Lösung grundlegender Probleme der Topologie, der Theorie nichtlinearer Wellen, der Quantenmechanik und der Feldtheorie) und John Willard Milnor (für die Entdeckung nicht standardmäßiger glatter Strukturen auf mehrdimensionalen Sphären zur Lösung grundlegender Probleme der Topologie und der Theorie dynamischer Systeme).[4]
- 2021 Georgi Pawlowitsch Georgijew (für klassische Arbeiten zur Untersuchung der Struktur und Expression des Genoms höherer Eukaryoten) und Richard John Roberts (für seinen großen Beitrag zur Untersuchung von pro- und eukaryotischen Genomen, RNA-Spleißen und Identifizierung von Genen für Restriktionsenzyme und Methylasen).[5]
- 2022 Juri Wiktorowitsch Natotschin (für die Untersuchung des Mechanismus des Wasser-Salz-Stoffwechsels bei Kosmonauten und Möglichkeiten zu seiner Normalisierung bei Schlaganfällen) und Denis Noble (Entwicklung eines mathematischen Modells der elektrischen Phänomene des Herzens).[6]
- 2023 Dimitri Michailowitsch Klimow (für eine Reihe bahnbrechender Arbeiten auf dem Gebiet der Mechanik und ihrer Anwendungen in der Technik) und Holm Altenbach (für herausragende Beiträge zur Entwicklung der Mechanik funktional abgestufter und struktureller Werkstoffe dünnwandiger Strukturen).[7]
- 2024: Alexander Nikolajewitsch Konowalow und Lukas Ratsulitsch (für ihre Beiträge zur Entwicklung der Neurochirurgie)[8]